# Humphry Sibthorp
Humphrey Waldo Sibthorp (Oxford, 1713-ibíd., 1 de agosto de 1797) fue un botánico inglés.
Profesor de botánica en la Universidad de Oxford, se interesa por la flora mediterránea. Tras el deceso de Johann Jacob Dillenius (1684–1747) lo reemplazó en la cátedra sherardiana de botánica de la Universidad de Oxford de 1747 a 1783; haciéndose famoso por haber enseñado por 37 años.

## Biografía
Era el padre del colega John Sibthorp (1758–1796) que, de 1747 a 1783 fue profesor de botánica en la Universidad de Oxford.
Comenzó el Catálogo de plantas del Jardín Botánico de la Universidad de Oxford, Catalogus Plantarum Horti Botanici Oxoniensis. Su hijo menor John Sibthorp, lo continuó a Catalogus Plantarum.

## Honores

### Epónimos
Género
- (Scrophulariaceae) Sibthorpia L.[1]

- La abreviatura «H.Sibth.» se emplea para indicar a Humphry Sibthorp como autoridad en la descripción y clasificación científica de los vegetales.[2]